# Лигоцкая, Паулина
Паулина Лигоцкая (пол. Paulina Ligocka; род. 25 мая 1984) — польская сноубордистка, выступающая в хафпайпе.
Лигоцкая начала выступать с 1998 года в различных дисциплинах сноубординга, включая сноубордкросс и различные виды слалома, но чаще всего соревновалась в хафпайпе. 28 ноября 1999 года она впервые участвовала в этапе кубка мира в этой дисциплине, став 21-й, а в 2000 году заняла девятое место на чемпионате мира среди юниоров. На чемпионате мира 2001 она стала 22-й.
Впервые Лигоцкая стала призёркой этапа кубка мира стала в сезоне 2002/03, показав третий результат на соревнованиях в Серр-Шевалье. В следующем году на юниорском чемпионате мира она выиграла две медали — золотую в биг-эйре и серебряную в хафпайпе. Через год она победила на Универсиаде 2005, проходящей в Инсбруке.
В олимпийский сезон 2005/06 Лигоцкая победила на одном из этапов кубка мира, а также занимала второе и третье места, показав свой лучший результат по итогам кубка мира по хафпайпу — второе место, и она квалифицировалась на зимние Олимпийские игры в Турине. Её выбрали знаменосцем всей польской сборной на церемонии открытия Игр, а на самих соревнованиях она заняла 17-е место.
После этого Лигоцкая дважды становилась бронзовой призёркой чемпионатов мира 2007 и 2009, победила на Универсиаде 2007 и на одном из этапов Кубка мира.

## Призовые места на этапах кубка мира

### 1-е место
- 24 февраля 2007, Сунгво, Южная Корея
- 20 января 2006, Лейсин, Швейцария

### 2-е место
- 11 декабря 2005, Уистлер, Канада

### 3-е место
- 18 марта 2007, Стоунхем, Канада
- 3 февраля 2007, Бардонеккия, Италия
- 11 марта 2006, Лейк-Плэсид, США
- 8 марта 2003, Серр-Шевалье, Франция

## Зачёт кубка мира

### Общий зачёт
- 1999/00 — 91-е место (45 очков)
- 2000/01 — 83-е место (80 очков)
- 2005/06 — 12-е место (3659 очков)
- 2006/07 — 8-е место (3950 очков)
- 2008/09 — 87-е место (580 очков)

### Зачёт по сноубордкроссу
- 2005/06 — 62-е место (19 очков)

### Зачёт по хафпайпу
- 1999/00 — 32-е место (500 очков)
- 2000/01 — 35-е место (722 очка)
- 2001/02 — 9-е место (1875 очков)
- 2002/03 — 3-е место (2860 очков)
- 2003/04 — 12-е место (2040 очков)
- 2004/05 — 12-е место (1450 очков)
- 2005/06 — 2-е место (3640 очков)
- 2006/07 — 3-е место (3950 очков)
- 2008/09 — 31-е место (580 очков)